# سميرة الحداد
سميرة الحداد ( ولدت في 30 يونيو 1979) هي ملاكمة مغربية سابقة متخصصة في الرياضات القتالية فول كونتاكت والكيك بوكسينغ، تعمل حاليا كمدربة في قطر.

## الجوائز
- 2003 : المركز الأول خلال منافسات بطولة المغرب للكيك بوكسينغ.
- 2003 : الميدالية الذهبية في البطولة العربية للكيك بوكسينغ المقامة في تونس.
- 2003 : المركز الأول في أول بطولة نسائية للملاكمة مع فريق الفتح الرباطي.
- 2003 : الميدالية الذهبية في بطولة المغرب للملاكمة.
- 2004 : الميدالية الذهبية في بطولة كأس العالم للكيك بوكسينغ في هنغاريا.
- 2004 : الميدالية الذهبية في بطولة المغرب للملاكمة.
- 2005 : الميدالية الذهبية في بطولة كأس العالم للطاي بوكسينغ في أكادير.
- 2005 : الميدالية الذهبية في بطولة المغرب للملاكمة.
- 2006 : الميدالية الذهبية في بطولة كأس العالم للموياي تاي في تايلاند.
- 2006 : الميدالية الذهبية في بطولة كأس العالم للكيك بوكسينغ في هنغاريا.
- 2007 : الميدالية الفضية في بطولة كأس العالم للطاي بوكسينغ في يوغوسلافيا.
- 2010 : الميدالية الذهبية في بطولة المغرب للملاكمة.
- 2010 : الميدالية الفضية عن فئة أقل من 75 كجم خلال بطولة أفريقيا للملاكمة هواة فئة السيدات 2010 المقامة في ياوندي في الكاميرون.[3]